# Caprimulgus prigoginei
Caprimulgus prigoginei е вид птица от семейство Caprimulgidae. Видът е застрашен от изчезване.

## Разпространение
Видът е разпространен в Демократична република Конго.